# Helina cruciata
Helina cruciata este o specie de muște din genul Helina, familia Muscidae, descrisă de John Otterbein Snyder în anul 1941.
Este endemică în Arizona. Conform Catalogue of Life specia Helina cruciata nu are subspecii cunoscute.